# Finlaggan Castle
Finlaggan Castle, auch Eilean Mòr Castle, ist eine Burgruine auf der Insel Eilean Mòr im Finlaggan Loch, etwa zwei Kilometer nordwestlich von Ballygrant auf der Insel Islay, Teil der schottischen Council Area Argyll and Bute. Einst war das befestigte Haus Residenz und Festung der Lords of the Isles und des Clan MacDonald.
Das Gebäude wurde im 13. Jahrhundert aus Mauersteinen, vermutlich auf den Überresten eines Forts aus der Eisenzeit, errichtet. Den Lords of the Isles diente Finlaggan Castle als Gerichtsgebäude. Iain MacDonald, 3. of Dunnyveg, und sein Sohn Iain Cathanach MacDonald wurden durch die Täuschung von Maclain of Ardnamurchan wegen der Hinrichtung des königlichen Gouverneurs von Dunaverty Castle in Finleggan Castle gefangengehalten. Diese beiden und drei Enkel von Iain MacDonald wurden später vor Gericht gestellt und auf dem Burgh Muir bei Edinburgh aufgehängt. 1541 hielt Donald MacGilleasbuig Finleggan Castle für die Krone. Das befestigte Haus scheint im 16. Jahrhundert zerstört worden zu sein.